# 圣加雅涅教堂
圣加雅涅教堂（羅馬化：Sowrb Gayane  ekeġec’i）为一建于公元630年的教堂，位于亚美尼亚宗教中心瓦加尔沙帕特（埃奇米阿津），从建于301年之埃奇米阿津主教座堂处向西南步行不远即至。教堂之建造由卡托利科斯以斯拉一世（羅馬化：Ezr I P’aṙažnakertc’i）主持，建筑设计除1652年之对其穹顶及部分天花进行局部翻修外未曾变更。
加雅涅为一女隐修院院长之名，其人与同其一道之一群修女于301年在亚美尼亚国王梯里达底三世手中殉道，后来成为亚美尼亚使徒教会的圣人。
2000年，圣加雅涅教堂同瓦加尔沙帕特的历史教堂群一道列入世界遗产名录。

## 历史
圣加雅涅教堂坐落于其纪念的圣徒于301年殉道之处，是年正当亚美尼亚转向基督教信仰之时。5世纪时亚美尼亚史学家阿加坦格洛斯（羅馬化：Agat’angeġos）记载其时罗马城中有一年轻貌美的基督徒修女里普西梅（羅馬化：Hṙip’simē）将被迫嫁与罗马皇帝戴克里先，其人与女隐修院院长加雅涅及其他修女共37人一道逃离暴君之手往亚美尼亚而去。时之亚美尼亚王梯里达底是异教徒，收到戴克里先述有里普西梅之美貌的书信一封。梯里达底寻得修女藏身之所，爱上了里普西梅，据传尔后又爱上加雅涅。修女坚守信仰，拒斥求爱，梯里达底王即胁迫加雅涅劝说里普西梅就范，然加雅涅则告知里普西梅在信仰上要“有勇气，站立得稳”。其后众修女遭到残忍的酷刑，里普西梅于今日圣里普西梅教堂之所在遭拷打并殉道，同时加雅涅与另两名修女亦于其后圣加雅涅教堂兴建之处遭拷打并殉道，其余有三十余名修女则殉道于今日绍拉卡特教堂（羅馬化：Šoġakat’ ekeġec’i）之所在，是为亚美尼亚历史上的第一批殉道者，据说仅有一人得脱。后来梯里达底王转变信仰成为基督徒，并使基督教成为亚美尼亚的国教。
教会传统相信将基督信仰带进亚美尼亚的启蒙者圣格列高利于当时见异象，看到上述殉道者受苦殉道的三处地点，并领受上帝旨意在彼等地点建立礼拜堂；格列高利于异象中另见一处地方，则为今日埃奇米阿津主教座堂矗立之地。4世纪末5世纪初，卡托利科斯亚美尼亚的萨哈克（羅馬化：Sahak I Part’ew）修整了礼拜堂。然今日所见之教堂实于7世纪在卡托利科斯以斯拉一世主持下建造，并非最初由格列高利所建立者，原有之礼拜堂于其时则被拆除。
17世纪早期，教堂渐见颓败，屋顶倾塌。于其世纪之中叶，卡托利科斯菲利波斯一世（羅馬化：P’ilipos I Aġbakec’i）翻新教堂，重建屋顶及中央穹顶。为存放所纪念的圣人之圣髑，教堂东端后殿之下建造礼拜堂，高座亦得以重修。其后此教堂又经历其他一些修整建造，至今为亚美尼亚最受欢迎的教堂之一，常有人于其处举行婚礼。每年圣加雅涅及其同伴的瞻礼日，皆有教会组织的队伍从埃奇米阿津主教座堂一路护送其右手的圣髑至圣加雅涅教堂。

## 建筑
圣加雅涅教堂为一座三中殿带穹顶之巴西利卡式建筑，但亦有集中式建筑的特点。有一八角形鼓座加于堂内四柱之上，而将教堂之内分为三个中殿。两旁之中殿的中段相较角落部分有些微拔高，并以横贯教堂的穹顶作顶，是以在横向上又形成一个中殿。如此教堂于平面上虽为方形，然亦可见十字形的形象。于教堂内部之东墙有一半圆形后殿，其两旁各有一矩形室。引向教堂内部者有三处入口，主入口经带拱券的门廊而入，两侧之入口则分别开在南北墙上。

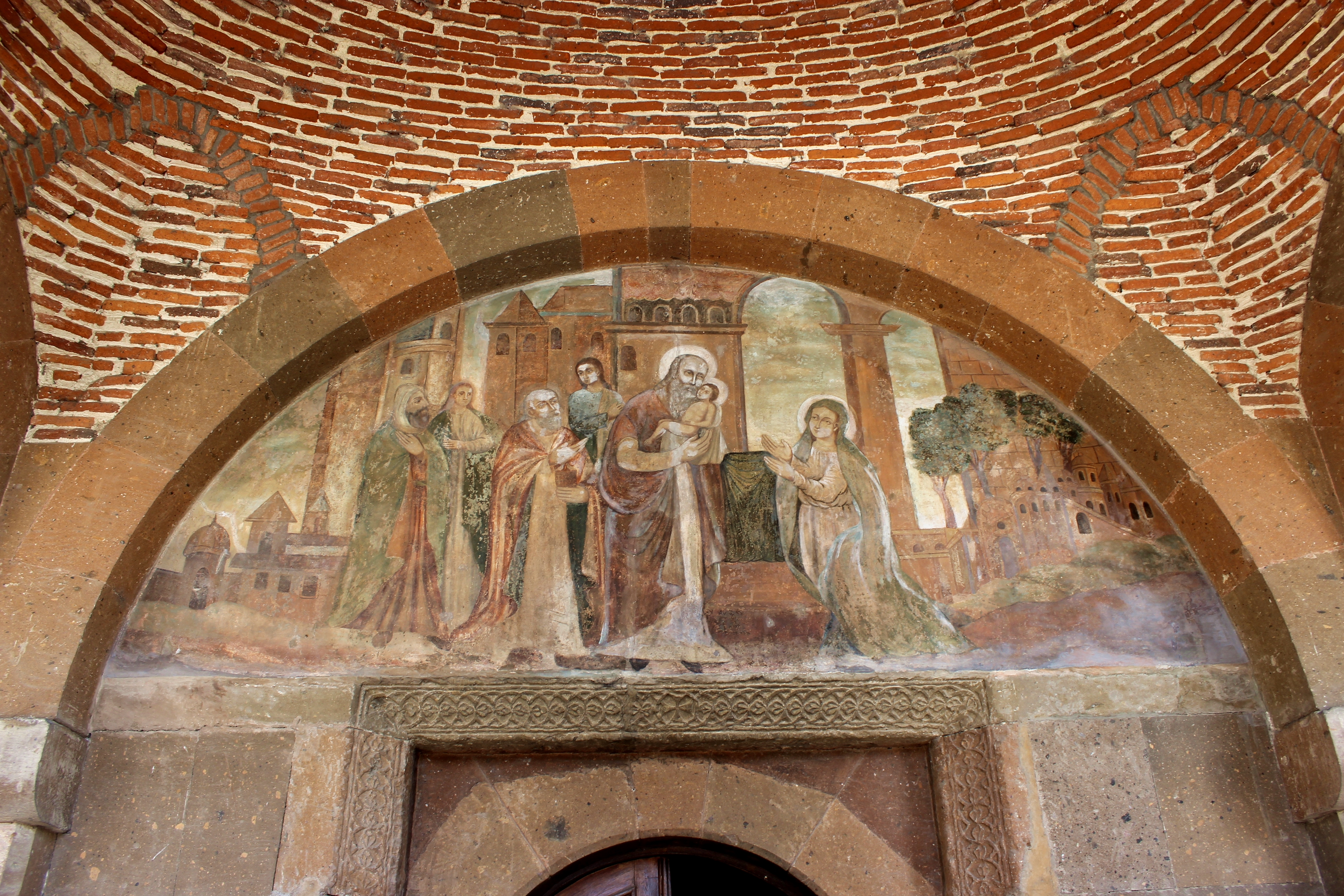
位于龛楣上描绘圣人的壁画

圣加雅涅教堂之外部不同于其内部，以其有十字形平面的山墙屋顶，而鼓座及穹顶则位于主体结构之中央。
于1683年一通风而有三个拱券的门廊加于教堂之西立面，作为杰出的亚美尼亚神职人员之葬地。其门廊由五个界限分明然而相连续的隔区组成，各自开敞而连向其相邻之隔区。其中央之三个隔区有圆拱形之天花，并有大型拱状开口通向外部庭院。其两旁之两个隔区分别献予使徒彼得及使徒保罗，于高度上则略低，同样覆以拱形天花，各自于三面环墙，而其外墙上开有四瓣形小窗。描绘神职人员的壁画装饰于沿门廊内墙而设的壁龛中，大门上方的龛楣之壁画中则绘有圣人。门廊两端隔区之上端坐优美的圆顶塔，各以六柱支撑，或可从外侧得见。
于日后时光中，圣加雅涅教堂，连同圣里普西梅教堂、兹瓦尔特诺茨主教座堂及圣埃奇米阿津母堂将成为基督教亚美尼亚其精神力量之精华、之支柱。

## 埋葬于此处者
- 阿拉克尔·达夫里热齐（羅馬化：Aṙak’el Davrižec’i）
- 魯馨·莎卡瑞揚
- 丹尼尔·别克-皮鲁米扬（羅馬化：Daniel Bek’-P’irowmyan）

## 图集

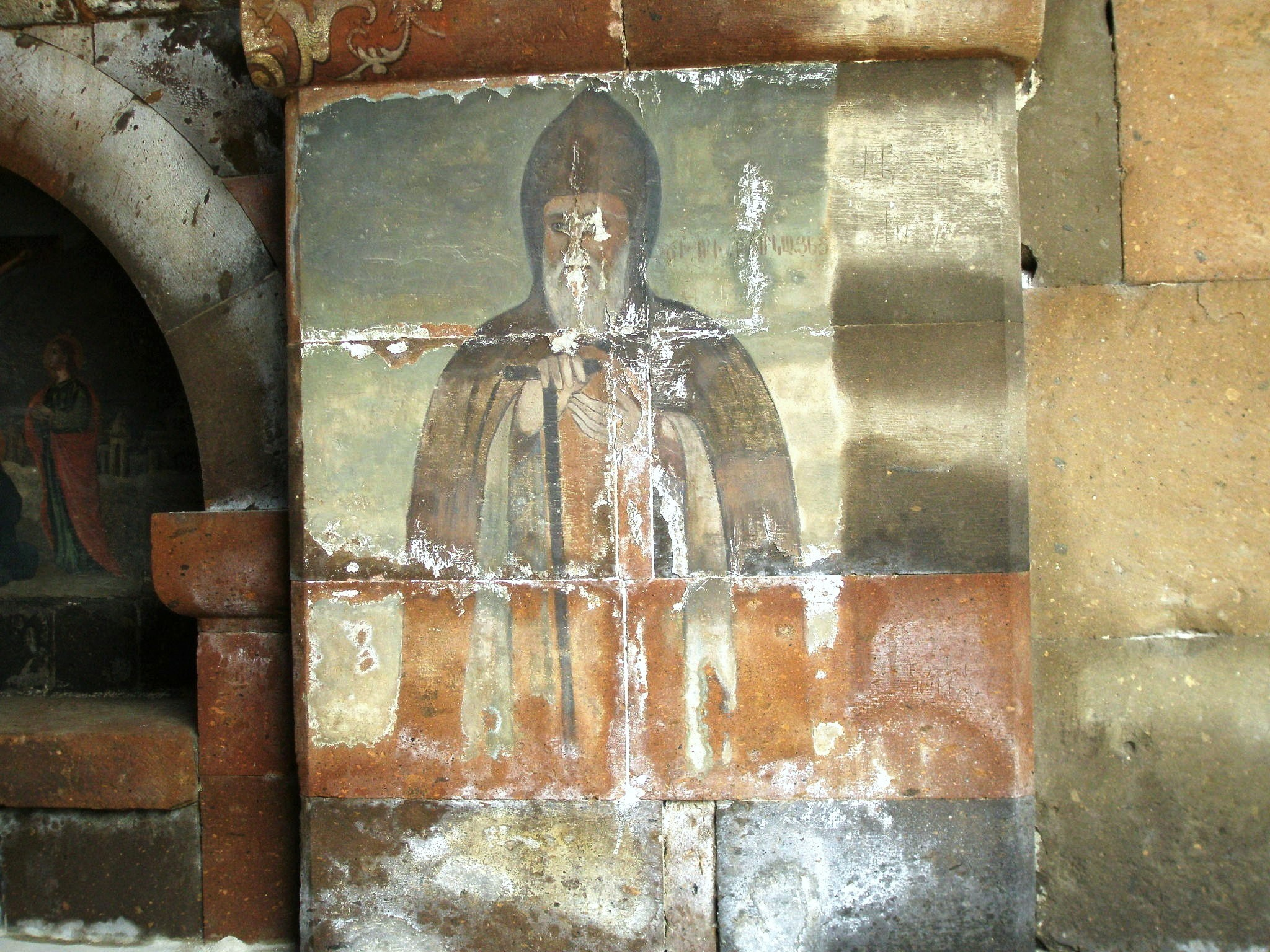
教堂前侧门廊之下神职人员的壁画
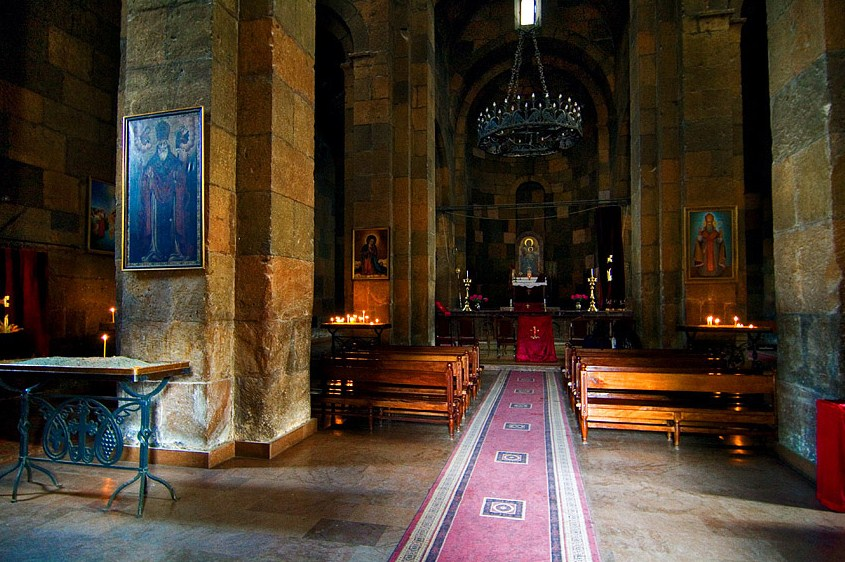
教堂大厅内部
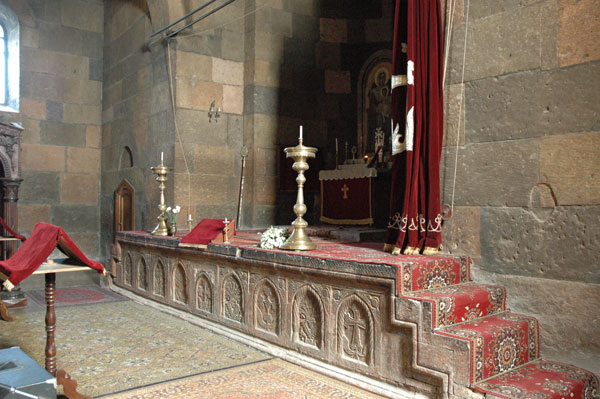
教堂东端的半圆形后殿
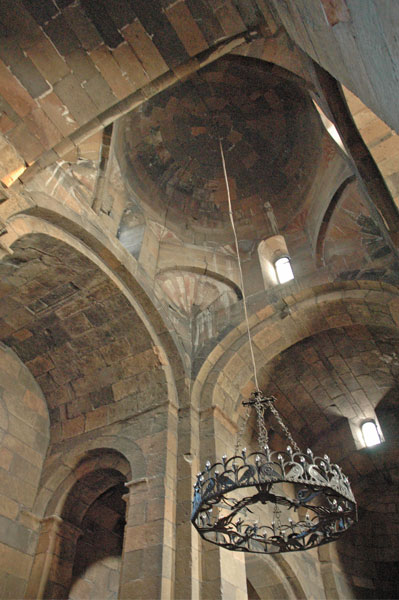
鼓座及穹顶内部
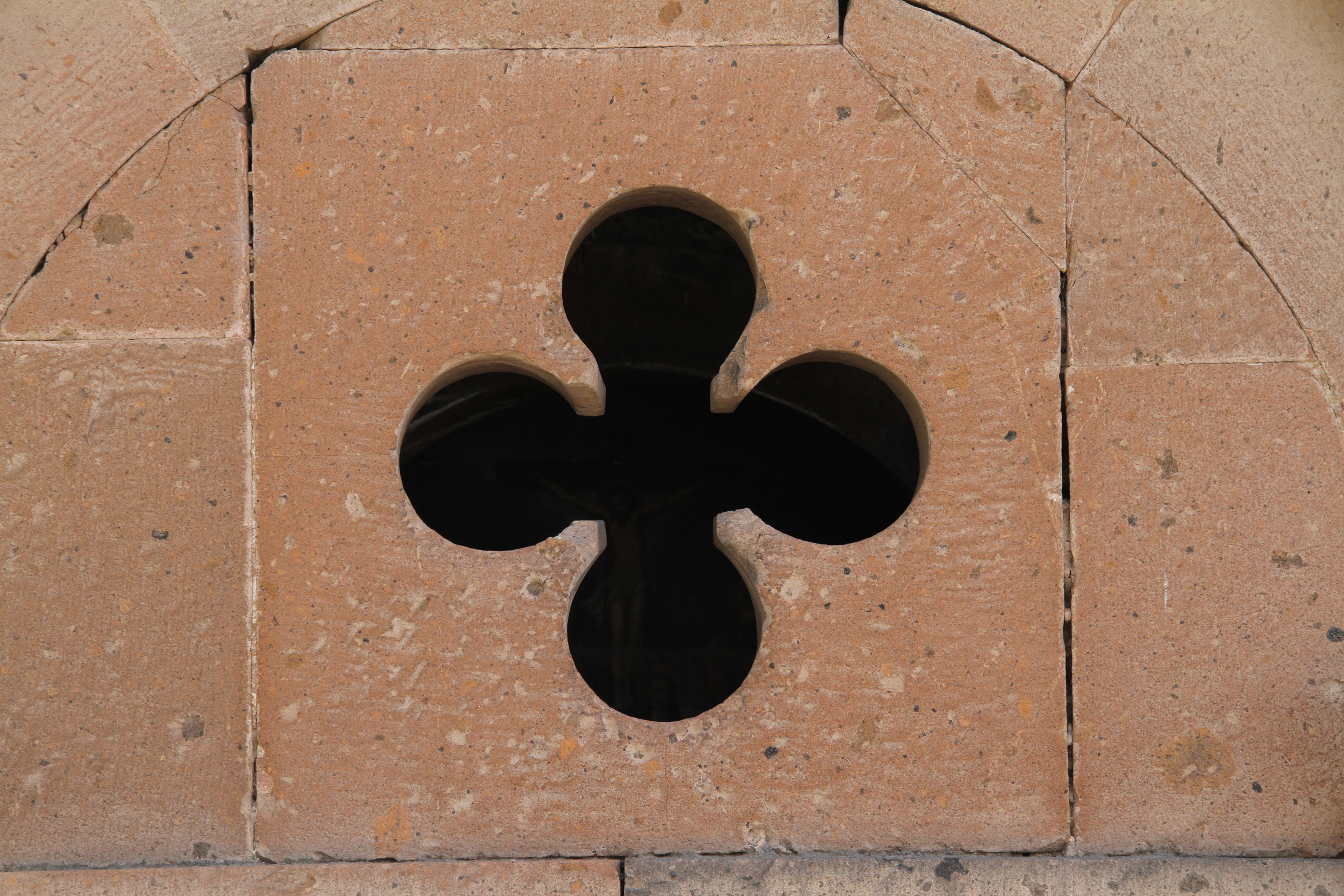
教堂建筑一处细节
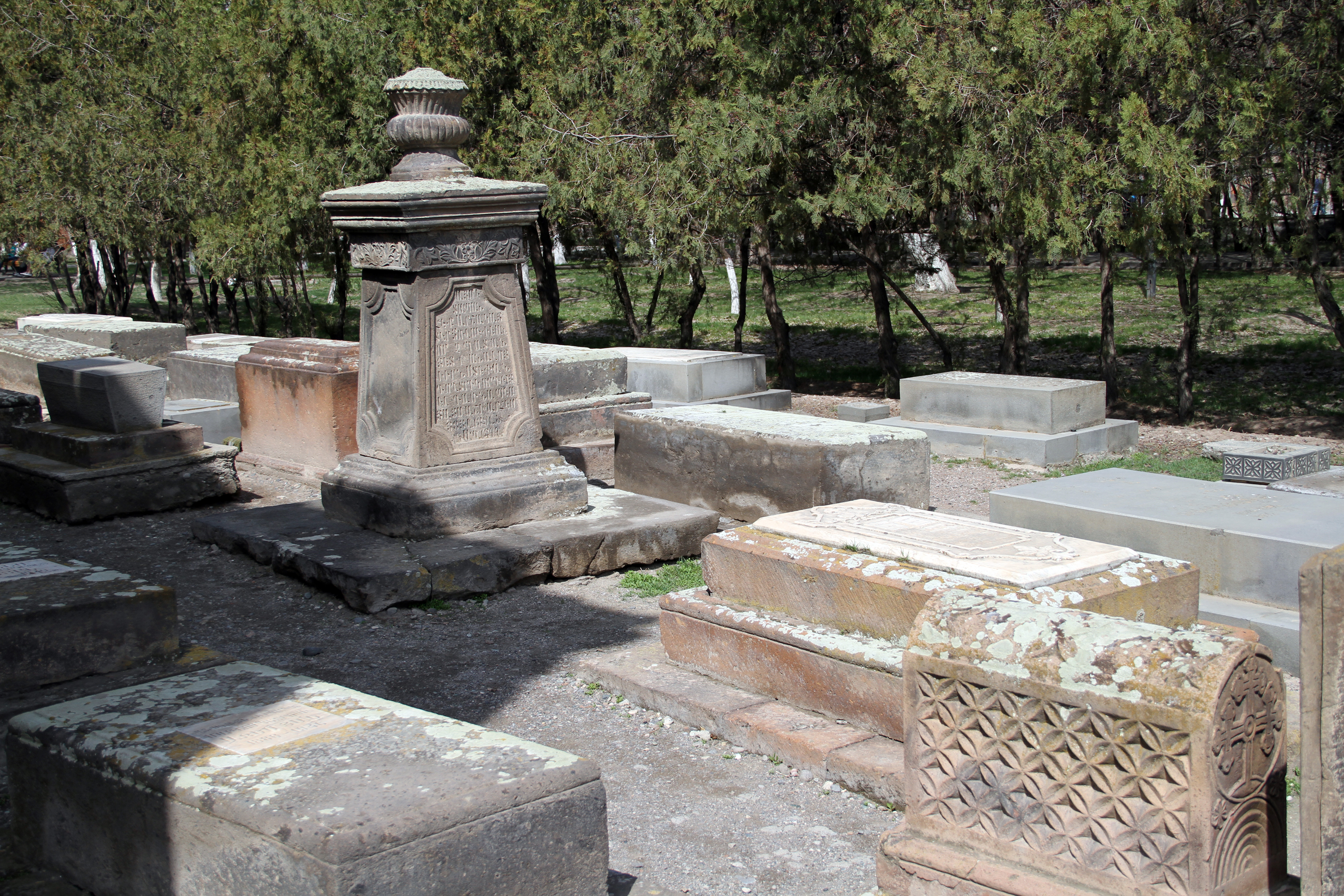
教堂室外景象
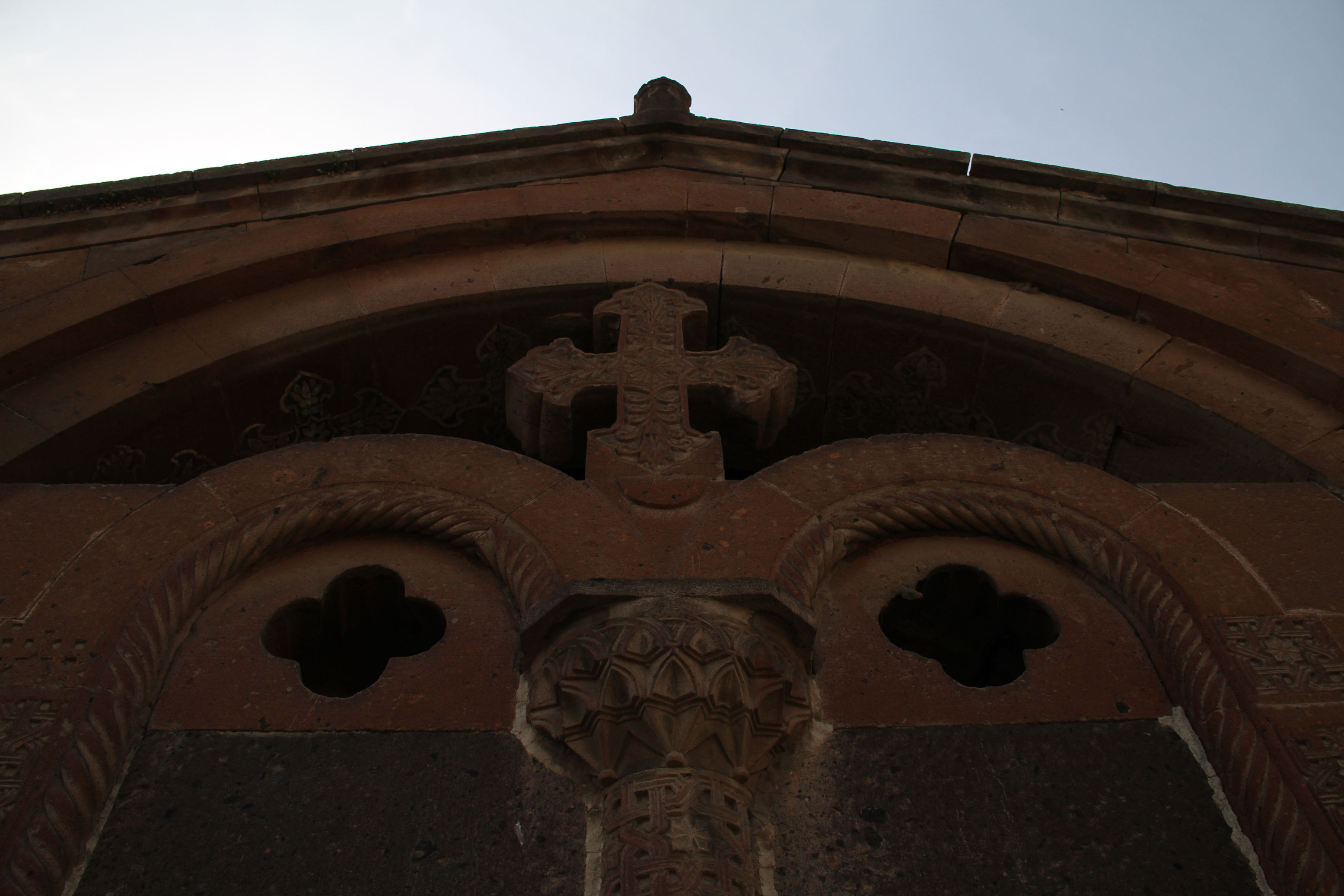
屋顶
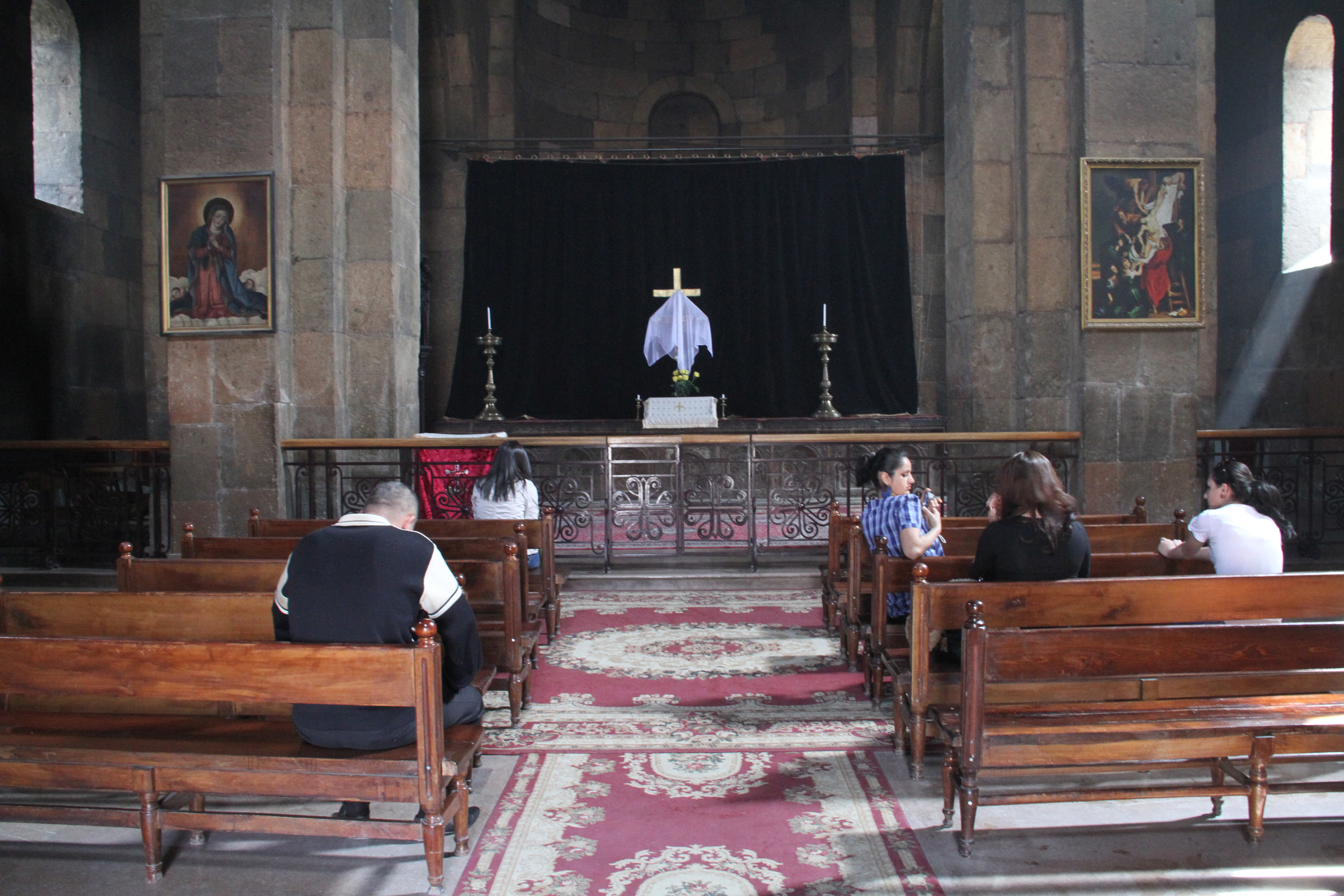
圣加雅涅教堂内部
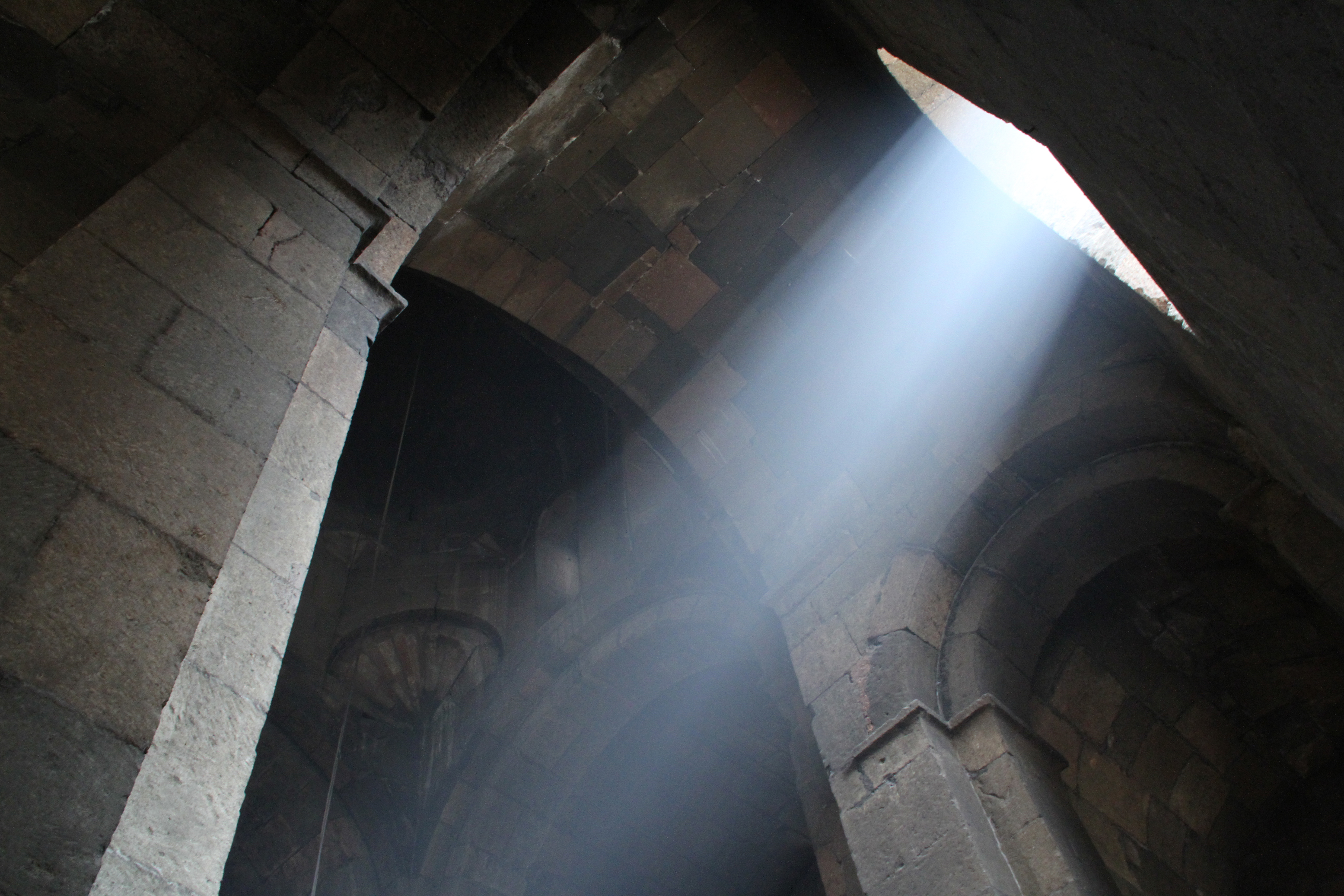
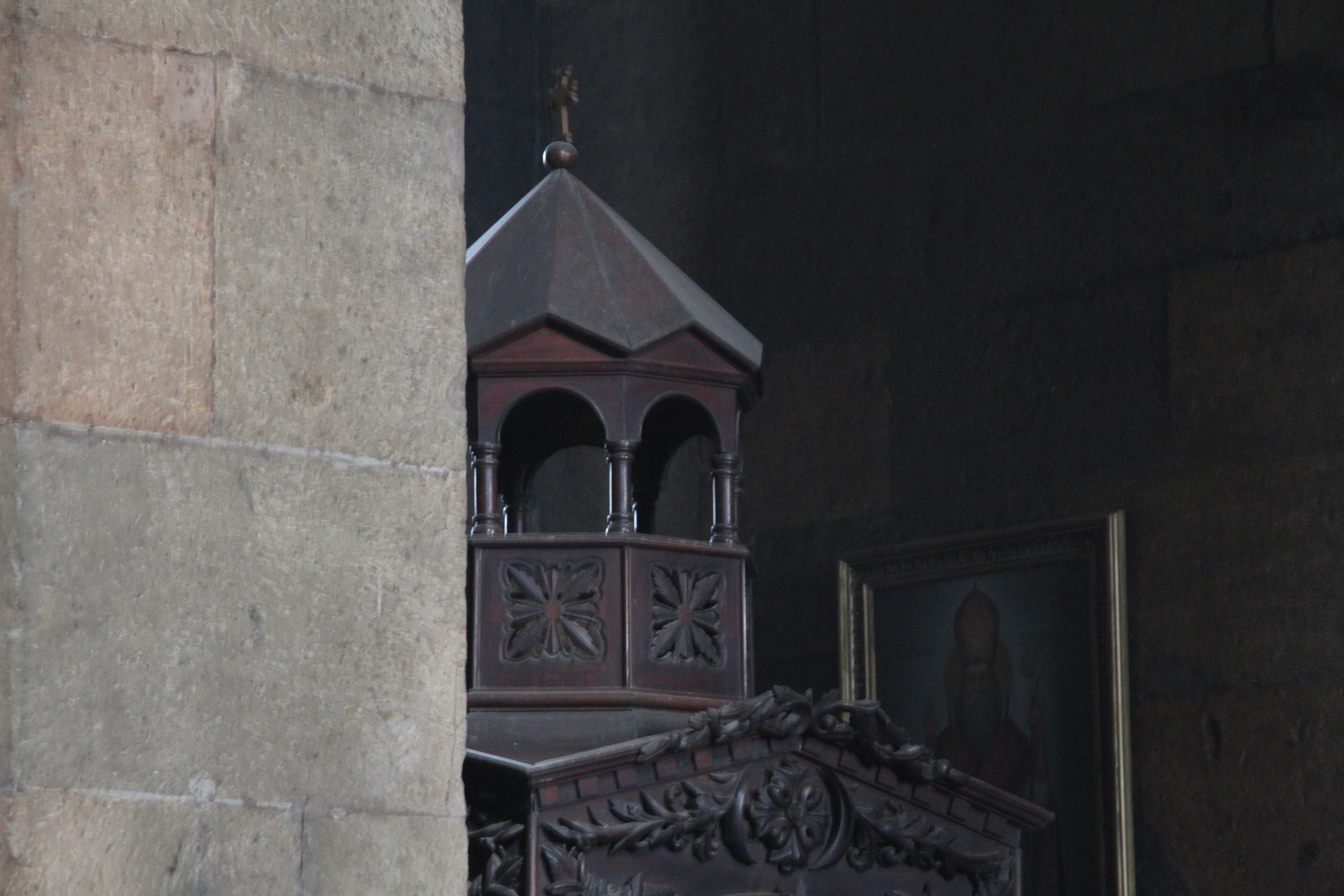
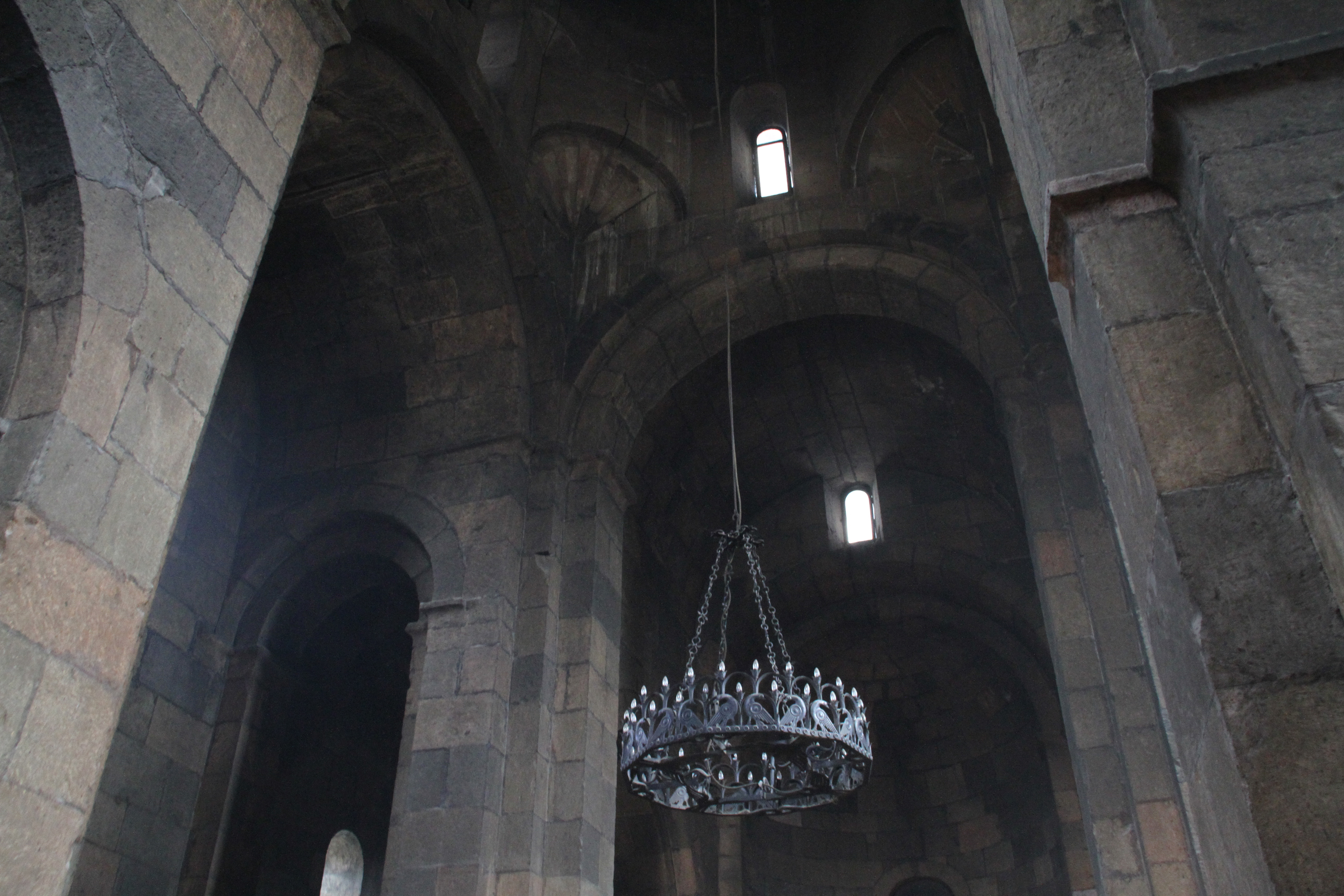
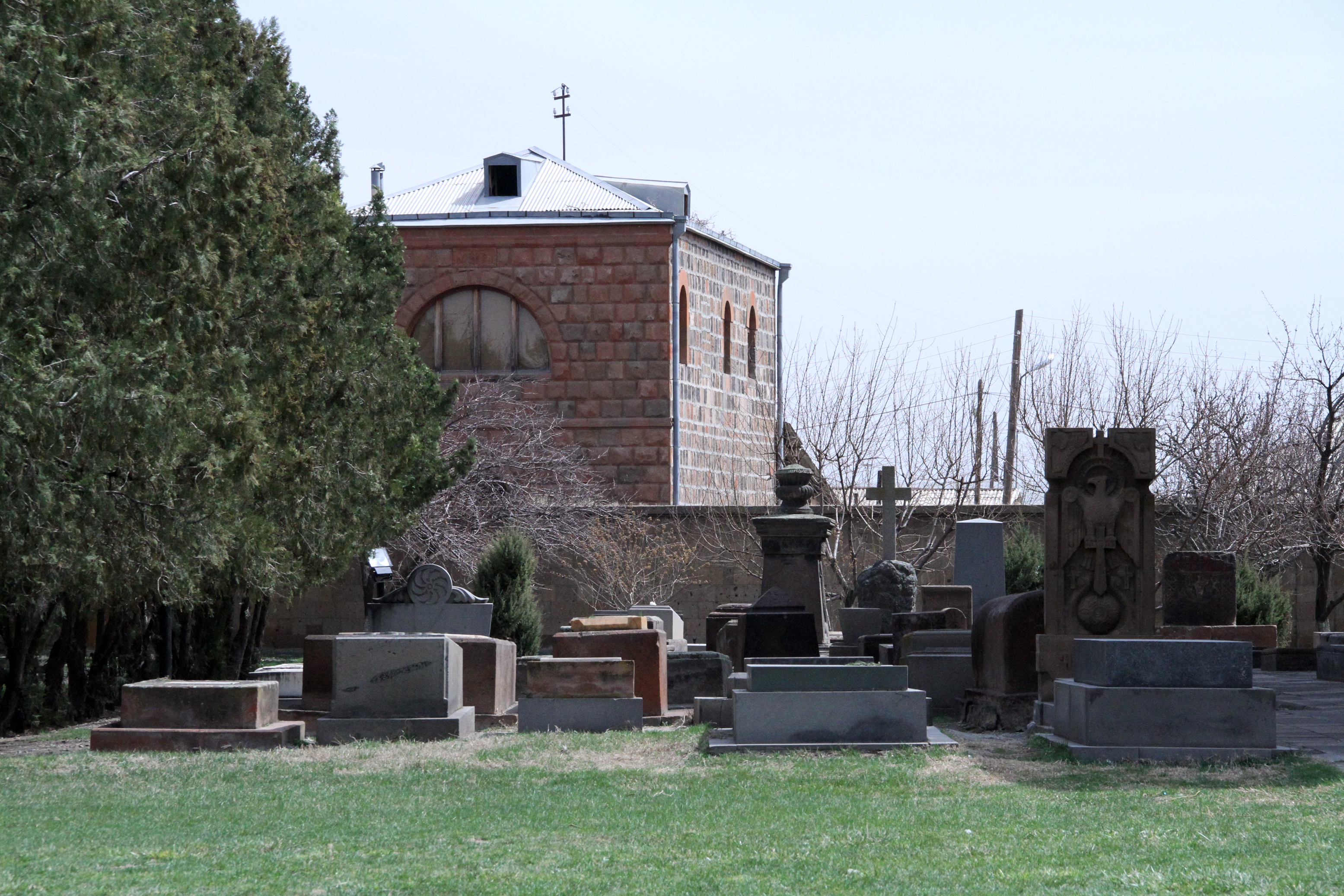

### 文内引注
1. 1 2 3 4 5 6 7  . College of Arts and Humanities, Fresno State.   [2021-01-18]. （原始内容存档于2020-02-25）.
2. ↑  .   [2021-01-18]. （原始内容存档于2011-05-30）.
3. ↑  .   [2021-01-18]. （原始内容存档于2020-09-19） （俄语）.
4. 1 2  . UNESCO.   [2021-01-18]. （原始内容存档于2018-12-26）.
5. 1 2 3  . Diocese of Armenian Apostolic Orthodox Holy Church in Georgia. 2020-03-29  [2021-01-19]. （原始内容存档于2020-09-29）.
6. 1 2 3  Agathangelos. . 由佚名翻译. .   [2021-01-18]. （原始内容存档于2018-09-30）.
7. 1 2 3  . Travel to Armenia.   [2021-01-18]. （原始内容存档于2020-11-21）.
8. 1 2  . The Armenian Church - Eastern Diocese of America. 2017-01-26  [2021-01-18].
9. ↑  Mirzoyan, Vera. . Armenia Discovery. 2019-08-28  [2021-01-18]. （原始内容存档于2020-11-07）.
10. ↑  . Catholic Online.   [2021-01-20]. （原始内容存档于2020-10-27）.
11. ↑  . OCP Pan-Orthodox Media Network. 2009-06-14  [2021-01-19]. （原始内容存档于2021-01-27）.
12. ↑  . Arara.   [2021-01-18].

## 参看
- 瓦加尔沙帕特 (埃奇米阿津)
- 埃奇米阿津主教座堂
- 圣里普西梅教堂
- 兹瓦尔特诺茨主教座堂